# 서울 화계사 천수천안관음변상판
화계사 천수천안관음변상판(華溪寺 千手千眼觀音變相板)은 서울특별시 강북구 수유동, 화계사에 있는 조선시대에 만들어진 천수천안관음을 형상화한 목판이다. 2016년 8월 4일 서울특별시의 유형문화재 제387호로 지정되었다.

## 개요
천수천안관음을 형상화한 목판으로, 사자좌 위에 앉은 천수관음보살을 선재동자가 합장하여 경배드리는 장면이다. 『화계사약지』(1938년)에 1874년 탄생한 순종의 수명장수를 기원하여 수를 놓아 제작한 수관음보살도(1875년)를 하사받은 기록이 전하고 있는데, 이 목판의 도상과 유사하여 모본이었을 가능성이 높다.
조성시기는 알 수 없으나, 1875년 수관음보살도를 참조한다면 이 목판은 1875년 이전, 즉 1873년경에 탑다라니와 함께 제작되었을 것으로 보인다.
조선후기 불화 특징을 잘 반영하고 있는 목판이다.

## 조사보고서
천수천안관음을 형상화한 목판으로 표면에 주칠을 하여 보호하고 있다. 사자좌 위에 앉은 천수관음보살을 선재동자가 합장하여 경배 드리는 장면이다. 42개 손이 나타난 정면관의 천수관음은 타원형의 얼굴, 호형눈썹, 눈이 가늘고 코는 길며, 작은 입과 수염 등은 전형적인 조선조 불화의 양식을 보여준다. 유희좌(遊戱坐)를 취한 천수관음보살이 중앙의 두 손을 제외한 40개의 손에 각기 지물을 들고 있으며, 보관에 화불이 표현되어 있다.
배경으로는 수월관음도에 등장하는 요소인 물결치는 파도와 암반이 하단부에 표현되고 선재동자, 기암괴석 위로 대나무가 솟아오르고, 하늘에는 새가 표현되어 있다. 즉, 수월관음도의 도상에 사자좌의 천수관음을 묘사한 듯하다. 완성도 높은 유려한 각선과 정밀한 묘사로 미루어 당시 뛰어난 각승이 불사에 참여한 것으로 짐작된다.
『화계사 약지(1938년)』에 의하면 화계사에서는 1874년 탄생한 순종의 수명장수를 기원하여 신정왕후 조씨와 효정왕후 홍씨 등이 발원하여 수를 놓아 제작한 수관음보살도(1875년)를 하사받은 기록이 전하고 있다. 이 수관음보살도는 현재 화계사에 전하지 않으나 이 천수천안관음변상목판의 도상과 유사한 것으로, 1910년에 제작되었다고 하는 수천수관음보살도가 현재 강남의 허동화 자수박물관(2004년 경기도박물관 『실로 잣는 꿈』 전시와 도록에 출품)에 소장되어 있다.
이 화계사 천수천안관음변상목판의 조성시기는 알 수 없으나, 1875년 수관음보살도를 참조한다면 이 목판은 1875년 이전, 즉 1873년경에 탑다라니와 함께 제작되었을 가능성이 있다고 하겠다.
자료가 귀한 조선조후기 천수천안관음변상판은 유려한 각선과 정밀한 묘사 등 완성도 높은 작품으로 유형문화재로 지정하여 보존함이 타당하다고 판단된다.

## 참고 자료
- 화계사 천수천안관음변상판 - 국가유산청 국가유산포털